# Franciszek Chmielowski
Franciszek Jan Chmielowski (ur. 25 września 1908 we Lwowie, zm. 30 marca 1970 w Zabrzu) – polski piłkarz, obrońca.
Rekordzista gier ligowych w drużynie Czarnych Lwów (143), których był wieloletnim kapitanem, i z którymi występował w ekstraklasie (wówczas I liga) w latach 1927–1933. Po wojnie osiadł na Śląsku. Był współtwórcą RKS-u i KS-u Zabrze, z którego po połączeniu z kilkoma innymi klubami powstał później Górnik Zabrze. Ponadto, był także sędzią, instruktorem piłkarskim w szkółkach dla młodzieży oraz trenerem m.in. rezerw wspomnianego Górnika.